# Olga Mašková
Olga Mašková, rozená Chramostová (19. července 1925, Praha – 29. srpen 1985, Praha), byla česká básnířka, redaktorka a překladatelka z ruštiny a z němčiny.

## Život
Olga Mašková vyrostla v rodině účetního revidenta v pražském Břevnově. Maturovala v roce 1944, za války byla nuceně nasazena k dělnické práci na železnici. Po válce byla administrativní pracovnicí Zemské školní rady. Již ve 40. letech debutovala jako básnířka i začínající prozaička, později se však věnovala hlavně překladu. V roce 1950 nastoupila do nakladatelství jako redaktorka beletrie. Do roku 1954 podepisovala své práce jménem Olga Svobodová podle prvního manžela, básníka J. V. Svobody.

## Dílo
Od poloviny 50. let 20. století byla ve svobodném povolání, komentovala, editovala a překládala především soudobou ruskou, respektive sovětskou poezii a prózu, často autory v tehdejším Sovětském svazu zakázané nebo samizdatové. Českým čtenářům zprostředkovala i tvorbu autorů, kteří byli dlouhá léta vězněni v gulagu (spoluzakladatel skupiny OBERIU Nikolaj Zabolockij či za beletrii k sedmi letům pracovního tábora odsouzený Andrej Sinjavskij), a samizdatové texty těch, kteří nesměli v tehdejším SSSR publikovat (básník čuvašského původu Gennadij Ajgi).
Spolupracovala s řadou časopisů – Literární noviny, Plamen, Sešity, Světová literatura. Jako členka Svazu spisovatelů se aktivně podílela na pražském jaru 1968 a na protestech proti okupaci vojsky Varšavské smlouvy. Za to byla v době normalizace postižena úplným zákazem publikování a donucena nastoupit do zaměstnání v inventurním oddělení obchodního domu Bílá labuť.
Jako překladatelka se kromě nových a v Československu často neznámých autorů zaměřovala na nesporné umělecké hodnoty. Vyvrcholením její práce jsou překlady dvou vynikajících básnických děl světové literatury. V roce 1966 vyšel její překlad Puškinova Evžena Oněgina. Poté překládala z němčiny Goethova Fausta. Podepsanou smlouvu na vydání 1. dílu Fausta ale začátkem normalizace nakladatelství Odeon zrušilo. Teprve v polovině osmdesátých let se o inscenaci jejího překladu Fausta, včetně části 2. dílu, zasloužilo Divadlo na okraji. Oněgin i Faust se v překladu Olgy Maškové dočkaly i televizního zpracování.

## Překlady knižně
výběr
- A. S. Puškin, Evžen Oněgin. Přel. Olga Mašková. Lidové nakladatelství, Praha 1969, Odeon, Praha 1987
- J. W. Goethe, Faust. Přel. Olga Mašková. Dilia, Praha 1985
- J. W. Goethe, Faust. Přel. Olga Mašková. Praha: Galén 2015

## Inscenace
Evžen Oněgin, televizní úprava, Československá televize 1969
- Faust, Divadlo na okraji, premiéra 1985, režie Zdenek Potužil
- Faust, dvoudílný film Československé televize, 1989, scénář Zdenek Potužil, režie Zdenek Potužil a Viktor Polesný.